# Wohlfahrtia magnifica
Wohlfahrtia magnifica Schiner este o specie de dipter, care face parte din genul Wohlfahrtia Brauer & Bergenstamm, 1889, subfamilia Paramacronychiinae, familia Sarcophagidae. Ea reprezintă specia-tip a genului, desemnată ca atare de Brauer în 1893, după Sarcophaga magnifica Schiner 1862. Răspândirea ei este foarte largă în regiunea palearctică, ea fiind cunoscută în toată Europa, Rusia, Orientul Mijlociu, Asia și Africa septentrională. Este cunoscută de asemenea ca un parazit comun al animalelor și omului, dar menținut în echilibru biologic normal prin jocul vital al factorilor de mediu, dar ajungând să determine infestări devastatoare ale animalelor domestice, atunci când condițiile ecologice și sanitare le favorizează, în fermele și crescătoriile de animale. 
În unele regiuni africane, afroasiatice sau asiatice mai există și alte specii ale genului Wohlfahrtia, ca de exemplu W. pattoni Salem (1935), W.nuba (Wiedemann, 1830), W. bella (Macquart, 1836), W. grunini Rohdendorf 1969, W. trina (Wiedemann 1830), W. ilanramoni Lehrer 2003 etc.
Descrierea adultului de W. magnifica este destul de cunoscută de către specialiști, dar dezvoltarea sa larvară a fost mai puțin studiată. Primele informații sumare asupra biologiei sale au fost date de către Portschinsky (1916), Hennnig (1952), Séguy (1955) și Zumpt (1965). Totuși, caracteristicile tuturor stadiilor postembrionare ale sale  au fost descrise și figurate pentru prima dată de Lehrer & Fromunda (1986), ca urmare a necesității de a se întreprinde cercetări de mare importanță economică, determinate de infestarea catastrofală a ovinelor importate în Romania intre anii 1980-1989 și în țările Europei centrale.
Referințe bibliografice
- LEHRER, A.Z., 2006, Sarcophaginae et Paramacronychiinae du Proche Orient (Insecta, Diptera, Sarcophagidae). Pensoft, Sofie-Moscow263 p.
- LEHRER, A.Z. & FROMUNDA, V., 1986, Le développement larvaire du duptère myiasigène Wohlfahrtia magnifica (Schiner)(Diptera, Sacophagidae). Bull. Ann. Soc. r. belge Ent., 122:129-136.
- LEHRER, A.Z., LEHRER, M.M. & VERSTRAETEN, C., 1988, Les myiases causées aux moutons de Roumanie par Wohlfahrtia magnifica (Schiner)(Diptera, Sarcophagidae). Ann. Méd. Vét., 132:475-481.
- LEHRER, A.Z. & VERSTRAETEN, C., 1991, Expansion parasitologique et géographique de Wohlfahrtia magnifica (Schiner) (Diptera, Sarcophagidae) en Roumanie. Bull. Rech. Agron. Gembloux, 26(4):563-567.
- ZUMPT, F., 1972, Calliphoridae (Diptera Cyclorrhapha). Part IV. Sarcophaginae. Explor. Parc nat. Albert. Miss. G.F. de Witte (1933-1935), 101:1-264.